# 邦州
邦州，唐朝时设置的州。
治所在今贵州省都匀市西北。天宝元年（742年），属黔中郡，后属黔州。辖境相当今贵州省都匀市一带。南宋以后废。